# Mechanicsville (Iowa)
Pour les articles homonymes, voir Mechanicsville.
Mechanicsville est une ville du comté de Cedar, en Iowa, aux États-Unis. Elle est incorporée le 25 novembre 1867.
La ville est aménagée en 1855 par Daniel A. Comstock. Elle est ainsi nommée en l'honneur des premiers pionniers qui étaient mécaniciens (en anglais : Mechanics).

## Source de la traduction
- (en) Cet article est partiellement ou en totalité issu de l’article de Wikipédia en anglais intitulé « Mechanicsville, Iowa » (voir la liste des auteurs).